# 꼬짠군
꼬짠군은 촌부리주의 행정 구역이다. 이 지역의 총 인구 수는 2015년 기준으로 37113명이다. 인구 밀도는 149.16km2이다.

## 행정 구역
| 번호 | 지명       | 태국어 지명 | 빌리지 | 인구  |  |
| ---- | ---------- | ----------- | ------ | ----- |  |
| 1.   | Ko Chan    | เกาะจันทร์    | 15     | 18352 |  |
| 2.   | Tha Bun Mi | ท่าบุญมี       | 12     | 16549 |  |